# 北刺蕊草
北刺蕊草（学名：Pogostemon septentrionalis）为唇形科刺蕊草属下的一个种。

## 扩展阅读
維基物種上的相關：北刺蕊草